# کوکوت
کوکوت (به مجاری:  Kőkút) یک منطقهٔ مسکونی در مجارستان است که در ناحیه کاپوشوار واقع شده‌است. کوکوت ۲۰٫۲۳ کیلومتر مربع مساحت و ۵۵۵ نفر جمعیت دارد.